# Bromuro peroxidasa
La bromuro peroxidasa o bromoperoxidasa (EC 1.11.1.18) es una enzima que cataliza la reacción:
RH + HBr + H2O2 {\displaystyle \rightleftharpoons } RBr + 2 H2O
Algunos organismos que expresan esta enzima son: Ascophyllum nodosum (macroalga marrón), Corallina officinalis (macroalga coralina) Corallina pilulifera (alga coralina roja). Las enzimas de las algas rojas y marrones contienen vanadio. Cataliza la adición de un grupo bromo a moléculas orgánicas como los sesquiterpenos formando enlaces C-Br estables. Las bromoperoxidasas también oxidan al yodo.